# WrestleMania 31
WrestleMania 31 was een professioneel worstel-pay-per-view (PPV) en WWE Network evenement dat georganiseerd werd door de WWE. Het was de 31ste editie van WrestleMania en vond op 29 maart 2015 plaats in het Levi's Stadium in Santa Clara, Californië.

## Matchen
| Nr.                                                                          | Match | Winnaar(s)              |
| ---------------------------------------------------------------------------- | --- | ----------------------- |
| PS                                                                           | Tyson Kidd & Cesaro (c) (met Natalya) vs. The New Day (Kofi Kingston & Big E) (met Xavier Woods) vs. Los Matadores (Diego & Fernando) (met El Torito) vs. The Usos (met Naomi) in een Fatal-4-Way tag team match voor het WWE Tag Team Championship | Tyson Kidd & Cesaro (c) |
| PS                                                                           | Andre the Giant Memorial Battle Royal 1 | Big Show                |
| 1                                                                            | Wade Barett (c) vs. Daniel Bryan vs. R-Truth vs. Dean Ambrose vs. Luke Harper vs. Dolph Ziggler vs. Stardust in een ladder match voor het WWE Intercontinental Championship                                                                         | Daniel Bryan (nc)       |
| 2                                                                            | Randy Orton vs. Seth Rollins (met Jamie Noble & Joey Mercury) in een een-op-eenmatch | Randy Orton             |
| 3                                                                            | Sting vs. Triple H in een een-op-eenmatch | Triple H                |
| 4                                                                            | AJ Lee & Paige vs. The Bella Twins in een tag team match | AJ Lee & Paige          |
| 5                                                                            | Rusev (met Lana) vs. John Cena in een een-op-eenmatch voor het WWE United States Championship | John Cena (nc)          |
| 6                                                                            | The Undertaker vs. Bray Wyatt in een een-op-eenmatch | The Undertaker          |
| 7                                                                            | Brock Lesnar (c) vs. Roman Reigns vs. Seth Rollins in een triple threat match voor het WWE World Heavyweight Championship | Seth Rollins (nc)       |
| (c) huidige kampioen voor en na de match \| (nc) nieuwe kampioen na de match | |                         |

1: De deelnemers zijn Adam Rose, Alex Riley, Big E, Big Show, Bo Dallas, Cesaro, Curtis Axel, Damien Mizdow, Darren Young, Diego, Erick Rowan, Fandango, Fernando, Goldust, Heath Slater, Hideo Itami, Jack Swagger, Jimmy Uso, Kane, Kofi Kingston, Konnor, Mark Henry, Ryback, Sin Cara, The Miz, Titus O'Neil, Tyson Kidd, Viktor, Xavier Woods en Zack Ryder.